# Glomex MS
	Glomex MS, s.r.o. je dodavatelem vojenské techniky. Společnost patří do holdingového sdružení výrobních, technologických a obchodních firem Skupina, a.s.

## Hlavní oblasti podnikání
Glomex MS se specializuje především na dodávky a integraci letecké techniky, pozemní techniky, systémů nočního vidění, systémů pro identifikaci v boji, dodává rovněž výškovou výstroj pro piloty, padákové systémy a speciální letecké vybavení. Ke všem dodávaným technologiím zajišťuje rovněž kompletní záruční a pozáruční servis, poskytuje odborné školení obsluhy a certifikaci. V roce 2020 uzavřelo Ministerstvo obrany na základě výběrového řízení smlouvu s firmou Glomex MS na dodávku až 1200 terénních vozidel Toyota Hilux 2.4D o výkonu 110 kW v provedení pro armádu České republiky.

## Historie

### Začátky
Přestože společnost Glomex MS byla založena v roce 2008, její působení v sektoru obranného a bezpečnostního průmyslu sahá až do roku 1998. Společnost je členem holdingu Skupina, a.s.

### Současnost
Glomex MS měl v roce 2024 své zahraniční pobočky v Polsku a na Slovensku. Společnost je členem mezinárodních asociací TRACE a SAFE Europe,[zdroj?] či Asociace Obranného a bezpečnostního průmyslu. Společnost udržuje úzké vztahy s výrobci obranných technologií ze Spojených států amerických, Francie, Německa, Polska či dalších evropských členských zemí NATO.
Společnost se svou činností podílí na několika projektech modernizace armád zemí střední a východní Evropy.[zdroj?]